# Martha Ama Akyaa Pobee
Martha Ama Akyaa Pobee  est une diplomate ghanéenne. Elle est la première femme représentante permanente du Ghana auprès des Nations unies,. Elle a été nommée en juillet 2015 par l'ancien président John Dramani Mahama.  

## Éducation
Pobee a étudié à la Wesley Girls' Senior High School puis elle a obtenu son bachelor en anglais et en philosophie à l'université du Ghana et sa maîtrise en études du développement à l'Institut international d'études sociales (en) de La Haye. Elle a également étudié la diplomatie multilatérale à l'Institut des études internationales de Genève et l'administration publique à l'Institut ghanéen de gestion et d'administration publique.

## Carrière
Pobee est diplomate de carrière et travaille au ministère des Affaires étrangères. Elle a été affectée à Tel Aviv de 2000 à 2004. Elle a été chef de chancellerie à l'ambassade du Ghana à Washington DC de 2006 à 2010. 
De 2010 à 2012, elle a été directrice du bureau de l'information et des affaires publiques au ministère des Affaires étrangères. Elle est ensuite devenue chef de mission adjointe au haut-commissariat du Ghana à Pretoria de 2012 jusqu'à sa nomination en tant que représentante permanente du Ghana auprès de l'ONU par le président John Dramani Mahama en juillet 2015,,,,.  

## Vie privée
Pobee est mariée à John Samuel Pobee (en), un prêtre anglican et professeur émérite, depuis 1994,,.  